# Sai (Insel)
Sai (arabisch جزيرة صاي, DMG Ǧazīrat Ṣāy) ist eine der größten Inseln im nubischen Nil. Sie ist etwa 12 km lang und 5,5 km breit und liegt auf halbem Weg zwischen dem 2. und 3. Katarakt. Sie ist größtenteils mit Wüste bedeckt, doch gibt es an den Ufern auch Ackerland. Heute gehört sie zum sudanesischen Bundesstaat asch-Schamaliyya.

## Geschichte
Auf Sai finden sich bedeutende Überreste fast aller Epochen nubischer Geschichte. Die Insel wurde in ägyptischen Texten als Schaat bezeichnet.
Die ältesten Überreste stammen aus der Zeit vom Beginn des ägyptischen Alten Reiches. Es handelt sich um ägyptische Scherben in Vorratsgruben. Sie deuten auf Handelsbeziehungen oder sogar eine Handelskolonie auf der Insel. Aus dem Mittleren Reich stammen die Reste einer Festung. Es handelt sich wohl um eine ägyptische Enklave. Dieses Gebiet von Nubien war ansonsten zu dieser Zeit nicht unter ägyptischer Herrschaft.
Im Neuen Reich wurde auf Sai eine ägyptische Stadt erbaut. Sai entwickelte sich zu einem der Hauptorte ägyptischer Herrschaft in Nubien. Die Stadt nahm ein 238 × 140 m großes Rechteck ein. Es gab einen Tempel und es konnten umfangreiche Nekropolen ausgegraben werden, in der zum Teil hohe Beamte, wie der Stellvertreter von Kusch Hornacht, bestattet wurden.
Auch in napatanischer und meroitischer Zeit war die Insel von Bedeutung. Es konnten bedeutende Friedhöfe aus dieser Zeit ausgegraben werden. In christlicher Zeit war die Insel der Sitz eines Bischofs. Im 16. Jahrhundert, zu osmanischer Zeit, wurde die Stadt von einer großen Festung überbaut.